# Res gestae (Ammien Marcellin)
Res gestae ou Rerum gestarum libri XXXI est le titre de l'ouvrage le plus connu de l'officier romain Ammien Marcellin : une œuvre, lacunaire aujourd'hui, composée à partir de l'an 380 et probablement conclue vers 392. Les livres qui composent le Res gestae tracent l'histoire de l'Empire romain de l'avènement de l'empereur Nerva en 96 jusqu'à la bataille d'Andrinople et la mort de Valens en 378.
Le titre, qui signifie « Les choses accomplies », n'est pas authentique, il a été appliqué par Priscien de Césarée. Le Codex Vaticanus donne le titre Rerum gestarum libri, même si une hypothèse indiquerait que le titre probable serait Rerum gestarum libri ab excessu Neruae.

## Le plan desRes gestae
Selon les dires de l'auteur, son œuvre prend la relève des Histoires de Tacite et reprend le compte rendu historique peu après Tacite, allant de l'empereur Nerva en 96 jusqu'à la bataille d'Andrinople en 378. Une partie des 31 livres qui forment l'œuvre est publiée en 391, les autres (à partir du livre XXVI) suivent, peut-être en 394. De nombreux chercheurs suggèrent toutefois une date plus tardive. Des indices suggèrent que les livres XX à XXII sont publiés dans l'intervalle 388-390. De ceux-ci, seuls les livres XIV-XXXI sont connus des chercheurs, ouvrages qui couvrent la période 353-378 dont Ammien, comme membre de la garde impériale, a été témoin oculaire. En 1998, Timothy Barnes émet l'hypothèse que l'œuvre aurait été organisée par groupes de six livres et que ceux qui restent constituent les livres XIX à XXXVI. Des hypothèses défendent également des livres organisés en groupe de trois, surtout avec les livres XXIII à XXV, consacrés à Julien.
Ammien a écrit un mélange de biographies impériales et d'histoire de l'Empire romain. Le récit chronologique de chaque règne suit une présentation concise de chaque empereur, à quoi s'ajoutent de nombreuses « digressions » (voir plus loin) qui interrompent le récit pour donner au lecteur la toile de fond d’un sujet donné. Elles sont rédigées de façon précise et portent un jugement sur la virtus et les vitia, c'est-à-dire sur les vertus et les défauts du souverain. Bien qu'Ammien ne traite que de façon concise l'histoire de Nerva jusqu'à Julien, la présentation se fait plus détaillée à partir du livre XV. Les évènements jusqu'au livre XXV inclus sont organisés de façon chronologique alors qu'à partir du livre XXVI apparait une organisation plus géographique. Ammien s'appuie sur Tacite et tente de s'en tenir au sujet sine ira et studio (sans irritation ou emballement). Tacite n'est pas sans parti pris, mais s'efforce à une impartialité qu'Ammien pousse plus loin que la plupart des autres historiens de l'Antiquité, ce que lui reconnaît le grand historien Ronald Syme, même si son souci d'impartialité ne l'empêche pas à l'occasion d'émettre des jugements subjectifs.
Les livres qui restent se répartissent approximativement de la façon suivante :
- livres XIV-XVI : La chute de Constantius Gallus. La nomination de Julien comme César en Gaule et ses premiers succès ;
- livres XVII-XIX : Julien consolide la frontière du Rhin. En Orient, Constance II doit se battre contre les Perses ;
- livres XX-XXII : Julien est proclamé Auguste en Gaule. Développements jusqu'à la mort de Constance II, puis Julien seul empereur ;
- livres XXIII-XXV : Expédition contre les Perses et mort de Julien. Court règne et mort de Jovien ;
- livre XXVI : Valentinien Ier et Valens se partagent l'empire ;
- livres XXVII-XXX : Expéditions de Valentinien et mort de l'empereur ; règne de Valens en Orient ;
- livre XXXI : Les Goths, fuyant les Huns, s'installent dans l'Empire romain. Prise d’Andrinople.

La perte des treize premiers livres prive la recherche d'une historiographie complète allant de la fin du Ier siècle jusqu'à la fin du IVe siècle ; néanmoins la valeur des livres conservés est inestimable. Constatant en effet un déséquilibre, 18 livres pour 25 années contre 13 livres pour couvrir plus de deux siècles, des historiens ont spéculé sur une autre œuvre qu'aurait rédigée Ammien, indépendante, du même genre qui aurait couvert les règnes de Nerva à Constantin Ier. Son existence est  rejetée par les plus récentes recherches, cela donnerait une œuvre de 50 livres dont la perte serait passée inaperçue, et surtout qu'Ammien, tout comme Tite-Live, Tacite et Zosime, amplifie le contenu historique quand il est contemporain des événements.

## Les sources
La question des sources utilisées par Ammien a été soulevée pour nombre des thèmes. Les avis sur cette question sont partagés. Si Ammien ne donne pratiquement aucune indication à ce sujet, il est certain qu'il a consulté des inscriptions et des archives, de même probablement que les carnets, aujourd'hui perdus, de Julien sur la bataille Argentoratum.
Tout aussi problématique et relevant de la fiction est la question de savoir quelles sources Ammien a utilisées pour les premiers livres, aujourd'hui perdus. Il est plus que probable qu'il ait eu recours à l'Histoire romaine de Dion Cassius (qui va jusqu'à 229), de même que, comme le démontrent des études de textes comparatives, l'Histoire des empereurs d'Hérodien qui dépeint les événements de 180 à 238. Parmi les autres sources possibles, des chercheurs mentionnent Dexippe avec sa Chronique ou l'Histoire des Temps (qui va jusqu'en 270) et une histoire des guerres germaniques (Skythika) qui décrivent l'un et l'autre des événements qui lui sont contemporains. Éventuellement, il a pu se servir d'Eunape, païen militant, qui prolonge Dexippe, mais il s'agit là d'une hypothèse controversée.
Ammien a sans doute utilisé d'autres sources latines. Citons entre autres, l’Histoire impériale d'Enmann connue uniquement par un bréviaire du IVe siècle mais qui devait aller jusqu'à la période de Constantin ou même jusqu'en 357, les Césars d'Aurelius Victor qu'Ammien affectionne, de même que Marius Maximus, bien qu'Ammien en parle en termes peu flatteurs. Enfin il y a une série de biographies impériales allant de Nerva à Héliogabale. Les Annales de Virius Nicomachus Flavianus, aujourd'hui disparues, constituent également une source fréquemment mentionnée. Les chercheurs ignorent encore si elles traitent de la république ou de l'empire, quoique de nombreux indices permettent de privilégier la deuxième hypothèse. Diverses considérations, aujourd'hui acceptées par la critique, indiquent que l'œuvre de Nicomachus Flavianus aurait été utilisée par des historiens subséquents. Une comparaison entre Ammien et l'écrivain byzantin Jean Zonaras porte à croire qu'ils auraient tous deux utilisé une même source, connue en allemand comme Leoquelle (selon Leon Grammatikos, début du XIe siècle), laquelle, comme le laisse entrevoir Zonaras, pourrait être identifiée comme étant les Annales.
David Rohrbacher émet en 2006 l'hypothèse qu'Ammien, qui a consacré son travail principalement à l'histoire qui lui est contemporaine, n'aurait utilisé qu'un nombre restreint de sources pour la période antérieure, laquelle ne ferait qu'assurer le pont entre la fin des Histoires de Tacite et son travail historique. En vertu de quoi, Ammien aurait utilisé surtout Marius Maximus et l’Histoire impériale d'Enmann de même que certains passages d'une autre source (Eunapios ou l'œuvre qui aurait été utilisée dans la Leoquelle).
À partir du livre XV, Ammien se fonde principalement sur son expérience de même que sur divers témoins oculaires, qu'il complète par diverses autres sources. Bruno Bleckmann met toutefois en doute cette opinion fort répandue ; il soutient plutôt que les sources primaires ont joué un rôle moindre que ce que les chercheurs croient généralement. Déjà Walter Klein a avancé quelque chose de semblable dans une étude approfondie. D'après Bleckmann, Ammien se serait également appuyé dans les derniers livres (par exemple concernant Valentinien et Valens) sur des sources littéraires auxquelles se seraient ajoutées diverses sources ecclésiastiques. Déjà, avant Bleckmann, Hans Christof Brennecke a émis l'hypothèse qu'Ammien se serait appuyé sur diverses sources chrétiennes, dont une histoire de l'Église « arienne ». Les ressemblances entre Ammien et Zosime concernant les guerres persiques de Julien n'ont toujours pas été expliquées de façon satisfaisante. Toutefois, plusieurs chercheurs admettent régulièrement que l'un et l'autre se seraient servis de Magnus de Carrhes.

## Les digressions
L'œuvre d'Ammien Marcellin n'est pas seulement importante comme source d'information sur les invasions barbares mais également, en ce qui concerne l'historiographie antique spécialement grecque, en raison des nombreuses digressions qui interrompent la structure formelle des biographies impériales. Ammien y traite, entre autres sujets, de géographie (pas toujours sans erreur), d'ethnographie, d'histoire naturelle et de choses militaires. C'est l'un des rares historiens de l'Antiquité à avoir une expérience militaire. La structure de ces digressions se présente presque toujours de la même façon : introduction de l'auteur, exposé et conclusion. Il arrive même que certaines digressions contiennent d'autres digressions, comme dans celle sur les Parthes qui contient un exposé sur « Les Magiciens »,,.

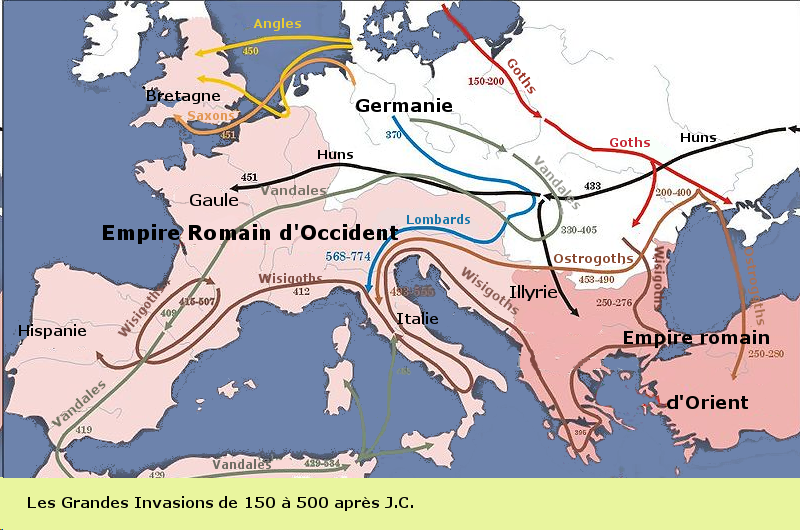
Les grandes invasions du IIe siècle au Ve siècle.

Ces digressions, qui ne revêtent une telle importance chez aucun autre historien de l'Antiquité, mis à part Hérodote, offrent un éventail étonnant de thèmes : le lecteur y découvre la Perse des Sassanides, les Germains, les Celtes (Gaulois) et les Huns. Le jugement d'Ammien sur les Barbares (au nombre desquels il ne compte pas les Perses) demeure stéréotypé, tant en ce qui concerne l'historiographie antique traditionnelle que ses évaluations. La forme littéraire que prend l'histoire scientifique, qui joue un rôle important dans ces digressions, explique en bonne part l'attrait et la valeur de l'œuvre. Ammien s'appuie surtout sur des œuvres grecques connues (quelquefois sur des sources mixtes comme des abrégés), mais aussi sur des auteurs latins comme Salluste et Jules César. Sauf pour quelques cas précis, il est difficile d'identifier exactement les diverses sources, bien qu'Ammien mentionne un certain Timagène d'Alexandrie. Concernant les sources des digressions géographiques, Theodor Mommsen a exprimé quelques hypothèses qui ont été modifiées ou corrigées depuis. Ainsi il a identifié comme source un certain Rufius Festus, une énumération des provinces de l'empire, la Geographika de Claude Ptolémée et Timagène. Ammien s'appuie donc sur différents auteurs. Ces digressions servent également de « pause » pour orienter le lecteur avant d'amorcer un nouveau chapitre. C'est ainsi que la digression concernant les engins de siège a pour but premier de donner des informations essentielles pour comprendre le chapitre suivant portant sur les guerres perses de Julien.
Dans sa digression sur Rome, il décrit la vie et la dégradation des mœurs, tout en exprimant son admiration pour la gloire passée de la ville. Le portrait, exact dans tous ses détails, qu'il trace ainsi est sujet à caution ; il est donc encore impossible d'établir les raisons de cette décadence. Ammien ne traite pas de Constantinople.
Nombre de sujets captent son attention. C'est ainsi qu'il décrit plusieurs provinces comme l'Égypte, ou traite des Arabes, de la justice, des structures de l'administration publique et des obélisques égyptiens de Rome. L'ouvrage comporte une description détaillée du tsunami qui dévaste en 365 les côtes orientales de la Méditerranée. Il s'attarde à décrire les caractéristiques d'un tremblement de terre, de la retraite des eaux et du brusque assaut des énormes vagues. Gavin Kelly voit, dans la description du tsunami et de ses conséquences, une métaphore de l'état de l'empire après la mort de Julien, laissé sans chef face aux assauts des barbares, préfiguration de la chute d'Andrinople en 378, une catastrophe pour l'Empire romain. Les six derniers livres sont presque exempts de telles digressions même si Ammien insère ici et là de nombreuses additions traitant des Huns ou des Thraces.

## Les livres perdus et le début de la «période contemporaine»
Toute tentative de reconstruire le contenu des livres perdus s'avérerait impossible ou à tout le moins hautement spéculative. Néanmoins, les livres retrouvés fournissent de précieuses indications. Ainsi, Timothy Barnes a analysé certains des passages où Ammien rappelle certains textes précédents : « Comme je l'ai déjà indiqué… », etc. Le fait qu'il mentionne spécifiquement que des événements du IIe siècle ont déjà été mentionnés dans un livre précédent rend peu crédible la thèse des « Deux ouvrages » (voir plus haut). Il est probable qu'Ammien n'a fait que présenter d'abord sous une forme condensée les événements qui se sont produits après 96 après J.-C. afin d'y revenir plus tard. Selon une théorie plausible avancée par John F. Matthews, les premiers livres n'auraient servi que d'introduction pour la période où Ammien a vécu. Les livres permettent de se prêter à diverses déductions. Ainsi, il semble porter un jugement négatif sur Constantin, selon un épisode qu'il rapporte (et qui se retrouve dans diverses sources byzantines) et connu comme « Les mensonges de Métrodore ».
Le livre XIV débute avec une description de la chute de Constantius Gallus nommé par son parent, l'empereur Constance II, césar de la partie orientale de l'empire et qu'Ammien décrit sous un jour on ne peut plus noir. Gallus, ayant géré diverses situations de façon extrêmement maladroite et ayant été dénoncé à la cour de l'empereur, a été rappelé par ce dernier et finalement exécuté. Quant à son épouse, Constantina, Ammien la décrit comme « une mégère mortelle »,.
Avec le livre XV commence la partie de l'ouvrage où Ammien décrit ce qu'il a vu et vécu, et dont il a traité sous forme condensée dans la première partie :

« Jusqu'à maintenant, j'ai rapporté aussi complètement que faire se peut des évènements qui ont été vécus de mon temps ou dont j'ai pu prendre connaissance en questionnant avec persistance des témoins oculaires, dans l'ordre où ils se sont déroulés. Dans la suite de mon œuvre je tenterai de toutes mes forces de m'en tenir scrupuleusement à cette méthode. »

La composition de l'ouvrage traite jusqu'au livre XXVI de l'activité de Julien dont la mort marque la conclusion de l'œuvre, ainsi que le dit Ammien au début du livre :

« Nous avons suivi avec grand précision le déroulement de ce qui s'est passé à la frontière du passé immédiat et avons pris la décision de retirer nos pieds d'un terrain bien connu… Diverses personnalités des temps anciens, comme Cicéron, ont à cause de telles craintes refusé de rendre publiques d'importantes recherches sur divers événements qui se sont produits de leur temps… Nous ne voulons pas tenir compte maintenant de l'ignorance populaire et poursuivre notre discours sur les événements qui restent. »

## Description de Constance II et des guerres avec les Perses

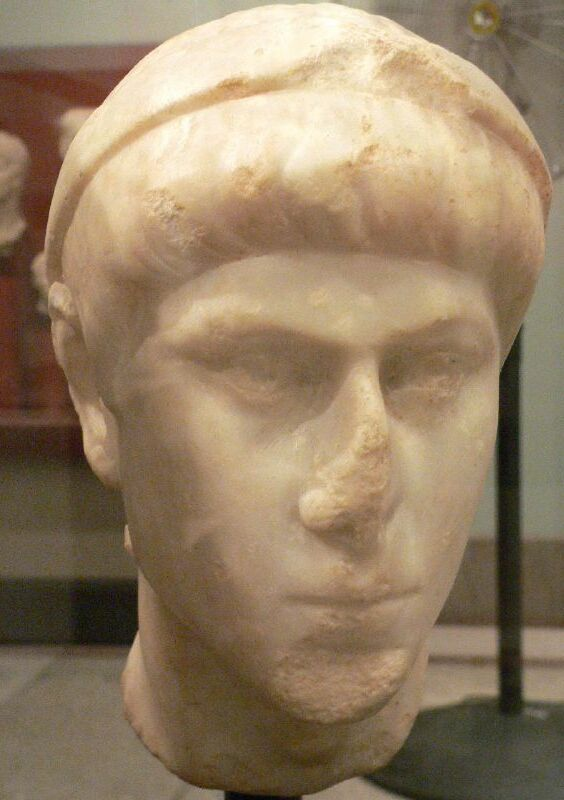
Tête de Constance II en provenance de Syrie

Ammien est la source la plus importante en ce qui concerne la rivalité entre l'Empire romain et celui des Sassanides sous Shapur II. Il a pris part à ces guerres. Il décrit les échanges de notes entre Rome et les Perses en l'an 358 et rapporte de façon fidèle et pénétrante l'invasion de Shapur II en 359, le siège et la chute d'Amida par les Perses, de même que l'excursion de Julien contre les Perses en 363. Il y critique la stratégie défensive employée par l'empereur Constance II et lui préfère de beaucoup la stratégie offensive de Julien, même si l'expédition de Julien se termine par une défaite et que, comparativement, Constance a adopté une stratégie plus fructueuse.
La recherche contemporaine souligne que, quelle que soit la qualité intrinsèque de son œuvre, Ammien porte des jugements subjectifs, particulièrement en ce qui concerne Constance II, l'antagoniste de son héros, Julien, jugements négatifs et injustes par ailleurs. Une des raisons peut être la volonté d'Ammien d'amplifier le contraste entre les deux hommes pour renforcer le rôle de modèle de Julien (il en ira de même pour Gallus), même s'il ne lui épargne pas quelques critiques. Toutefois, son jugement sur la politique de Constance II n'est pas non plus absent de discernement. Plusieurs années s'étant écoulées, son jugement a pris en considération des éléments plus importants. La peur de l'empereur devant les conspirations et usurpations, de même que ses réactions exagérées lui semblent déplorables. Il émet des critiques acerbes à l'endroit de la politique étrangère de Constance II et déplore l'influence de l'impératrice (par quoi il entend surtout celle de sa deuxième épouse, Eusébie) de même que celle des eunuques de la cour. Son jugement est tout aussi sévère sur les guerres civiles que Constance II a dû affronter. À l'inverse, il n'a que des louanges pour son sens de l'économie et son dévouement à l'endroit de l'État et de l'armée. Dans son ensemble toutefois, le jugement d'Ammien sur cet empereur demeure négatif.

## Julien

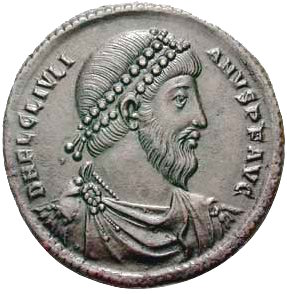
Effigie de l'empereur Julien (né en 331/332, règne de 360 à 363, année de sa mort).

Le héros d'Ammien est sans contredit Julien, le dernier empereur païen dont la mort met un terme à l'œuvre. En dépit des quelques critiques qu'il émet à son endroit, Julien demeure pour lui l'empereur idéal, ce qui pousse Ammien à le présenter à certains moments sous un jour trop positif.

« Julien appartient vraiment à l'histoire des héros qui s'illustrent par leur gloire et leur dignité. Et si l'on devait mentionner quatre qualités par lesquelles il se distinguait, ce serait la tempérance, l'intelligence, la justice et la bravoure… Julien a pratiqué toutes et chacune d'entre elles avec la plus grande énergie. »

Ammien a peut-être fait la connaissance de Julien en Gaule où le jeune césar, nommé par l'empereur Constance II, combat avec succès les Alamans et a réussi à fortifier la frontière. Déjà, cette reprise en main des Gaules est décrite par Ammien avec la plus grande admiration, tant en raison des succès dont peut s'enorgueillir le césar que pour sa reconquête de Cologne aux mains des Francs. Toutefois, Ammien passe outre à la conduite moins qu'honorable de Julien à l'endroit des généraux Ursicinus et Marcellus.
L'insurrection qui aboutit à la proclamation de Julien comme empereur au début de 360 est déclenchée par l'exigence de Constance II à l'effet qu'on lui envoie deux légions pour l'aider dans son combat contre les Perses, Elle est présentée par Ammien comme une action spontanée des légions gauloises. En fait, il s'agit d'une usurpation, possiblement organisée par Julien.
Avec la mort de Constance à la fin 361, rien ne s'oppose plus à l'accession de Julien au trône. Ammien s'attarde, mais sans exagérer, sur l'ardeur au travail de Julien. Il ne semble pas non plus opposé à la politique de l'empereur en matière de religion, tout en ayant une préférence marquée pour le culte traditionnel des dieux. Cependant il s'oppose à l'édit de Julien qui empêche de fait aux chrétiens d'enseigner la grammaire, la rhétorique et la philosophie, soit l'ensemble de l'enseignement profane. De la même façon, il ne peut absoudre les superstitions de Julien et son goût exagéré pour les sacrifices. Klaus Rosen a attiré l'attention sur le fait que les dix livres qu'Ammien a consacrés à Julien (16-25) constituent la clé de voûte de l'œuvre. Ammien fait une large place aux guerres persiques de Julien dont le point culminant est la description très élaborée de la mort de l'empereur au livre XXV.

## La fin de l'ouvrage

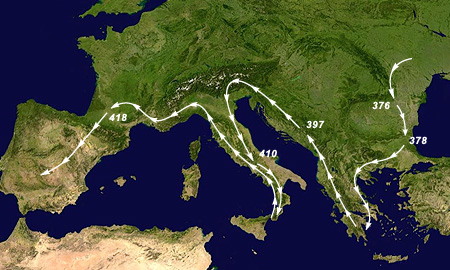
Migration des Wisigoths de 376 à 418. L'œuvre de Marcellin est une remarquable source d'information sur les invasions de l'époque.

Après la mort de Julien, Ammien rapporte à la fin du livre XXV le court règne de Jovien, la paix de 363 (qu'il qualifie de paix honteuse) et dans le livre XXVI le début du règne conjoint de Valentinien Ier et de son frère Valens. Les livres suivants tracent le déroulement des campagnes victorieuses de Valentinien contre les Germains jusqu'à la répression d'une insurrection en Afrique par Théodose l'Ancien, le père de l'empereur du même nom, Théodose Ier. Il décrit également la situation en Orient où Valens ne fait guère bonne figure. Au contraire, Valentinien, qu'Ammien admire à peine, recueille un jugement plutôt positif dû à ses quelques succès militaires que l'auteur reconnaît. La tolérance religieuse de Valentinien y est probablement aussi pour quelque chose, peut-être par contraste avec celle de Théodose Ier, lequel a proclamé le christianisme religion d'État sans mener toutefois de persécution systématique contre les païens.
Enfin dans le livre XXXI, Ammien dépeint l'invasion des Huns, pour laquelle il demeure la principale source d'informations, le déclin du royaume des Greuthungues (les Goths de l'Est ou Ostrogoths), le passage du Danube par les Wisigoths (les Goths de l'Ouest) et leur demande de s'installer dans l'Empire romain. Le point final est l'insurrection des Goths et la désastreuse bataille d'Andrinople de 378 où l'armée d'Orient est en grande partie détruite et où Valens trouve la mort. Cette défaite est considérée par Ammien comme l'une des pires, égale à celle de Cannes.

## Style
En dépit de ses origines grecques, Ammien est essentiellement un Romain qui a à cœur l'unité de la culture gréco-romaine. Aussi Rome, comme symbole, tient une grande place dans son œuvre. Elle est l'incarnation de l'empire, lui-même à son tour garant de la civilisation gréco-romaine. Ammien vit à une période agitée, celle du déclenchement des grandes invasions que Rome tente de contenir jusqu'à la fin. À titre de soldat, il voit la pénétration sans cesse plus profonde de vagues de barbares et ne put que constater que les frontières de l'empire sont incapables de résister aux assauts de l'ennemi. En conséquence, Ammien considère comme ennemis les Germains qui combattent aussi bien aux côtés de Rome que contre elle. En même temps son jugement sur son environnement n'est pas sans critiques. D'où ses commentaires acerbes et quelquefois remplis d'une ironie qui traduit ses doutes sur la situation à Rome.
L'œuvre d'Ammien est parsemée d'hellénismes et souvent transparaît le style littéraire de l'Antiquité tardive. Il forge également des agencements inhabituels de mots qui rendent parfois difficile la compréhension du texte. Ammien puise par-là dans un langage littéraire latin établi et utilise dans sa prose un rythme très accentué (cursus planus, cursus tardus et cursus velox) qui laisse déjà entrevoir la prose littéraire du Moyen Âge.
En dehors de ces caractéristiques de style, Ammien écrit clairement, se limite à l'essentiel et utilise de nombreux exemples et anecdotes afin d'illustrer ses jugements. Frank Wittchow décrit sa technique narrative comme « une narration exemplaire » (Exemplarisches Erzählen). L'historien de l'Antiquité Roger Blckley écrit pour sa part que par leur nombre et leur étendue, les exemples utilisés par Ammien restent sans égal dans la littérature historique de l'Antiquité latine. Ceci paraît dans les livres consacrés à l'empereur Julien, où il met en évidence les qualités humaines de l'empereur. Ammien veut convaincre le lecteur par sa rhétorique, partager avec lui sa vision des choses, caractéristique typique de l'historiographie antique, sans pour autant mettre de côté sa responsabilité de transmettre la vérité. En même temps, les vertus attribuées à l'empereur devraient avoir une influence pédagogique sur le lecteur, Ammien étant persuadé que les défaillances des individus ont constitué la principale cause du déclin de l'empire. Il est aussi frappant qu'Ammien n'utilise qu'avec parcimonie les artifices de style si caractéristiques de l'historiographie antique, accentuant ainsi leur aspect esthétique. Cela peut se voir à partir des discours prononcés qui, malgré des vraisemblances, sont inauthentiques, créés par les historiens antiques selon le caractère oratoire du personnage et les circonstances ; les 14 livres des Res Gestae ne contiennent que treize discours (4 pour Constance, 7 pour Julien, 2 pour Valentinien). Dans son œuvre, il fait également constamment allusion à l'œuvre d'autres auteurs démontrant ainsi l'étendue de ses connaissances et son intérêt pour un large éventail de sujets que ce soit en Histoire ou en Droit, ce qui transparaît également dans ses digressions. Sa grande érudition (il est familier de Platon, Cicéron, Tite-Live, Salluste et des principales œuvres de Tacite) de même que la grande diversité des sources qu'il utilise expliquent la variété que l'on retrouve dans ses descriptions. Également, il fait de nombreuses allusions à d'autres œuvres littéraires comme l'a démontré Gavin Kelly dans une analyse intertextuelle détaillée.

## Transmission

### Antiquité
De son vivant, l'œuvre d'Ammien jouit d'une grande réputation, mais est peu utilisée par la suite, entre autres en raison de son style compliqué. Il n'est pas impossible que l'historien romain Sulpicius Alexander (fin du IVe – début du Ve siècle) l'ait utilisé. Le problème étant que l'œuvre ne subsiste qu'en fragments.
L'auteur de l'Histoire Auguste utilisa les Res Gestae, malgré le créneau inadéquat, en renommant Ammien Marcellin comme Fabius Marcellinus ou Valerius Marcellinus. Le livre XXXI étant publié en 395-396, L'utilisation du mot rare carrago montre un rapprochement stylistique, présent au dernier livre d'Ammien. On repère aussi la condamnation des amulettes égyptiennes en 359, qu'il applique à Caracalla.
Au VIe siècle, seul le grammairien latin Priscien de Césarée semble connaître encore cette œuvre et rapporte une citation du quatorzième livre. On suppose donc que les treize premiers livres ont déjà été perdus du temps de Priscien.

### Redécouverte
16 manuscrits médiévaux ont transmis les Res Gestae, deux datent du IXe siècle, les autres du XVe siècle. Seuls 11 manuscrits sont complets,  avec les livres XIV à XXXI.
Les Res gestae n'ont été redécouvertes qu'au début du XVe siècle. En 1437, Poggio Bracciolini visite le monastère de Saint-Gall alors qu'il participe au concile de Florence. Il se rend ensuite à l'abbaye de Fulda, où il découvre une copie des Res gestae datant du IXe siècle. Ramené à Rome, l'ouvrage d'Ammien fait l'objet d'une première édition en 1474. Ce Codex Fuldensis se trouve aujourd'hui au Vatican (Vaticanus Latinus 1873).
La suite est plus complexe. Le Codex Fuldensis, qui ne comprend que les livres XIV à XXI, se base sur le Codex Hersfeldensis datant du IXe ou du début du Xe siècle. Ce dernier codex, sauf pour quelques pages et fragments, est entièrement perdu de telle sorte que le Codex Fuldensis demeure la seule base de renseignements. Il existe également une copie du Vaticanus Latinus 1873 faite par Niccolò Niccoli au XVe siècle. Les livres XIV à XXVI sont publiés en 1474 par Angelo Sabino à Rome (édition princeps) et par Johannes Frobenius en 1518 à Bâle. L'édition des livres XIV à XXXI de Mariangelo Accursio (Augsbourg, 1533) comprend pour la première fois les livres XXVII à XXXI. Une édition des Res Gestae de Sigismund Gelenius de la même année se base sur le Codex Hersfeldensis et est importante pour la reconstruction du texte, malgré les erreurs dues en partie au style alambiqué d'Ammien. L'édition du texte latin couramment utilisée au XXIe siècle est due à Wolfgang Seyfarth. Une édition comprenant des commentaires historiques et philologiques a été publiée en 2011.

## Traductions desRes Gestae
Les Res Gestae portent aussi le titre de Rerum gestarum libri. Plusieurs éditions renomment l'œuvre Histoires.
- Ammien Marcellin (sous la dir. de Jacques Fontaine), Histoires, Paris, Les Belles Lettres, coll. « Collection des universités de France », 1968-1999 (dite « Budé », série latine)
  - Histoires : Livres XIV-XVI  (trad. Édouard Galletier), t. I, coll. « universités de France Série latine » (no 190), 2002 (1re éd. 1968), 430 p. (ISBN 978-2-251-01002-1, présentation en ligne)
  - Histoires : Livres XVII-XIX  (trad. Guy Sabbah), t. II, coll. « universités de France Série latine » (no 197), 2002 (1re éd. 1970), 354 p. (ISBN 978-2-251-01003-8, présentation en ligne)
  - Histoires : Livres XX-XXII  (trad. Jacques Fontaine avec E. Frézouls et J.-D. Berger), t. III, coll. « universités de France Série latine » (no 333), 1996 (1re éd. 1996), 506 p. (ISBN 978-2-251-01394-7, présentation en ligne)
  - Histoires : Livres XXIII-XXV  (trad. Jacques Fontaine), t. IV, coll. « universités de France Série latine » (no 231), 2002 (1re éd. 1977), 348 p. (ISBN 978-2-251-01004-5, présentation en ligne)Ce tome est divisé en deux volumes, l'un contenant l'introduction et le texte bilingue français/latin nommé Texte et traduction, l'autre contenant les notes complémentaires nommé Commentaires.
  - Histoires : Livres XXVI-XXVIII  (trad. Marie-Anne Marié), t. V, coll. « universités de France Série latine » (no 271), 2002 (1re éd. 1984), 450 p. (ISBN 978-2-251-01323-7, présentation en ligne)
  - Histoires : Livres XXIX-XXXI. Index général  (trad. Guy Sabbah, annotations de L. Angliviel de la Beaumelle), t. VI, coll. « universités de France Série latine » (no 354), 1999 (1re éd. 1999), 542 p. (ISBN 978-2-251-01408-1, présentation en ligne)
- Ammien Marcellin (trad. M. Nisard), Histoire de Rome, Paris, Firmin Didot, 1869 (lire en ligne)
- (la) Ammien Marcellin, Histoire de Rome (lire en ligne)Livres XIV-XXXI
- (la + en) John C. Rolfe (trad. et éd.), Ammianus Marcellinus, Londres et Cambridge (Mass.), Loeb Classical Library, 1935-1939, 3 vol. (lire en ligne)Texte latin avec traduction anglaise
- (en) Ammianus Marcellinus, Res Gestae, Tertullian Project (lire en ligne)
- Ammianus Marcelinus (trad. Guillaume de Moulines), Ammien Marcellin, ou Les dix-huit livres de son histoire, qui nous sont restés, Jean-Marie Bruyset, père & fils, 1778, 3 vol.
volume 1, volume 2 et volume 3